# SoftICE
SoftICE – debugger dla systemu Windows (95/98/NT/2000/XP). Umożliwia śledzenie wykonywania kodu, ma wbudowany disassembler. Działa w niskopoziomowym trybie jądra (kernela), przez co umożliwia debugowanie sterowników, jest też często wykorzystywanym narzędziem do łamania zabezpieczeń programów (nag-screen, rejestrowanie, CD-protection itp.)

## Historia
Pierwszy SoftICE, SoftICE for DOS został napisany w 1987 przez członków firmy NuMega, Franka Grossmana i Jima Moskuna. Program, napisany na assembler 80386, pełnił rolę systemu operacyjnego, w którym były uruchomione programy.
SoftIce/W (dla Windows) został napisany w 1990. Pochodzi od wcześniejszego, mało popularnego produktu SoftIce for NetWare (32-bitowy tryb chroniony). Przewyższał debugery Microsoftu pod tym względem, że można nim było debugować programy na tym samym komputerze (programy Microsoftu wymagały połączenia drugiego komputera portem szeregowym).
W 1995 roku autorzy przygotowali SoftIce/95, gotowy do uruchomienia na Windows NT.
Nowsze wersje SoftIce zawierają poprawki związane z systemem Microsoft Windows. Przez to, starsze wersje programu są rzadko kompatybilne z nowymi wersjami systemu Windows. Firma Compuware oferowała SoftIce na abonament, żeby SoftIce był na bieżąco kompatybilny z nowymi wersjami systemu Windows.
Od 2006 roku firma Compuware zaprzestała rozwijania oprogramowania SoftICE. Prawdopodobnie jednym z powodów było to, że producenci oprogramowania zaczęli stosować zabezpieczenia mocno utrudniające debugowanie programem SoftICE.